# Europacup I 1965/66
De 11de editie van de Europacup I werd voor de 6de keer gewonnen door Real Madrid in de finale tegen het Joegoslavische Partizan Belgrado.

## Voorronde
| Team #1              | Tot.   | Team #2              | 1ste wed | 2de wed |
| -------------------- | ------ | -------------------- | -------- | ------- |
| Feyenoord Rotterdam  | 2 - 6  | Real Madrid          | 2 - 1    | 0 - 5   |
| KS 17 Nëntori Tirana | 0 - 1  | Kilmarnock FC        | 0 - 0    | 0 - 1   |
| Fenerbahçe SK        | 1 - 5  | RSC Anderlecht       | 0 - 0    | 1 - 5   |
| SFK Lyn Oslo         | 6 - 8  | Derry City           | 5 - 3    | 1 - 5   |
| Panathinaikos Athene | 4 - 2  | Sliema Wanderers FC  | 4 - 1    | 0 - 1   |
| ÍB Keflavík          | 2 - 13 | Ferencvárosi TC      | 1 - 4    | 1 - 9   |
| Dinamo Boekarest     | 7 - 2  | B 1909 Odense        | 4 - 0    | 3 - 2   |
| HJK Helsinki         | 2 - 9  | Manchester United FC | 2 - 3    | 0 - 6   |
| Drumcondra Dublin    | 1 - 3  | ASK Vorwärts Berlin  | 1 - 0    | 0 - 3   |
| Stade Dudelange      | 0 - 18 | SL Benfica           | 0 - 8    | 0 - 10  |
| Djurgårdens IF       | 2 - 7  | Levski Sofia         | 2 - 1    | 0 - 6   |
| Lausanne-Sports      | 0 - 4  | TJ Sparta Praag      | 0 - 0    | 0 - 4   |
| LASK Linz            | 2 - 5  | Górnik Zabrze        | 1 - 3    | 1 - 2   |
| APOEL Nicosia        | 0 - 10 | Werder Bremen        | 0 - 5    | 0 - 5   |
| Partizan Belgrado    | 4 - 2  | FC Nantes            | 2 - 0    | 2 - 2   |

- Inter Milan was vrij.

## Eerste ronde
| Team #1             | Tot.  | Team #2              | 1ste wed | 2de wed  |
| ------------------- | ----- | -------------------- | -------- | -------- |
| Derry City          | 0 - 9 | RSC Anderlecht       | 0 - 9    | walkover |
| Kilmarnock FC       | 3 - 7 | Real Madrid          | 2 - 2    | 1 - 5    |
| Dinamo Boekarest    | 2 - 3 | Internazionale       | 2 - 1    | 0 - 2    |
| Ferencvárosi TC     | 3 - 1 | Panathinaikos Athene | 0 - 0    | 3 - 1    |
| TJ Sparta Praag     | 3 - 1 | Górnik Zabrze        | 3 - 0    | 0 - 1    |
| Partizan Belgrado   | 3 - 1 | Werder Bremen        | 3 - 0    | 0 - 1    |
| ASK Vorwärts Berlin | 1 - 5 | Manchester United FC | 0 - 2    | 1 - 3    |
| Levski Sofia        | 4 - 5 | SL Benfica           | 2 - 2    | 2 - 3    |

## Kwartfinale
| Team #1              | Tot.  | Team #2           | 1ste wed | 2de wed |
| -------------------- | ----- | ----------------- | -------- | ------- |
| RSC Anderlecht       | 3 - 4 | Real Madrid       | 1 - 0    | 2 - 4   |
| Internazionale       | 5 - 1 | Ferencvárosi TC   | 4 - 0    | 1 - 1   |
| TJ Sparta Praag      | 4 - 6 | Partizan Belgrado | 4 - 1    | 0 - 5   |
| Manchester United FC | 8 - 3 | SL Benfica        | 3 - 2    | 5 - 1   |

## Halve Finale
| Team #1           | Tot.  | Team #2              | 1ste wed | 2de wed |
| ----------------- | ----- | -------------------- | -------- | ------- |
| Real Madrid       | 2 - 1 | Internazionale       | 1 - 0    | 1 - 1   |
| Partizan Belgrado | 2 - 1 | Manchester United FC | 2 - 0    | 0 - 1   |

## Finale
| Team #1     | Res.  | Team #2           |
| ----------- | ----- | ----------------- |
| Real Madrid | 2 - 1 | Partizan Belgrado |

Heizelstadion, Brussel
11 mei 1966

Opkomst: 55 000 toeschouwers

Scheidsrechter: Rudolf Kreitlein (West-Duitsland)

Scorers: 55' Vasović 0-1, 70' Amancio 1-1, 75' Serena 2-1
Real Madrid (trainer Miguel Muñóz):

Araquistáin; Pachín, De Felipe, Zoco; Sanchís; Pirri, Velázquez; Serena, Amancio, Grosso, Gento

Partizan Belgrado (trainer Abdullah Gegiç):

Šoškić; Jusufi, Rašović, Vasović, Mihajlović; Kovačević, Bečejac; Bajić, Hasanagić, Galić, Pirmajer

## Kampioen
| Europacup I – Seizoen 1965/66 |
| ----------------------------- |
| Real Madrid 6de titel         |